# Tilemachos Karakalos
Tilemachos Karakalos (gr. Τηλέμαχος Καράκαλος, ur. 1866 w Dimitsanie, zm. 9 czerwca 1951) – grecki szermierz. W 1896 na igrzyskach olimpijskich w Atenach wziął udział w turnieju szablistów. W zawodach wzięło udział pięciu zawodników. Wygrał trzy pojedynki, jedynej porażki doznał w pojedynku ze zwycięzcą zawodów, rodakiem Joanisem Jeorjadisem. Ostatecznie zajął drugie miejsce, za Jeorjadisem a przed Duńczykiem Holgerem Nielsenem.
Był oficerem armii greckiej.